# مذبحة باتاك

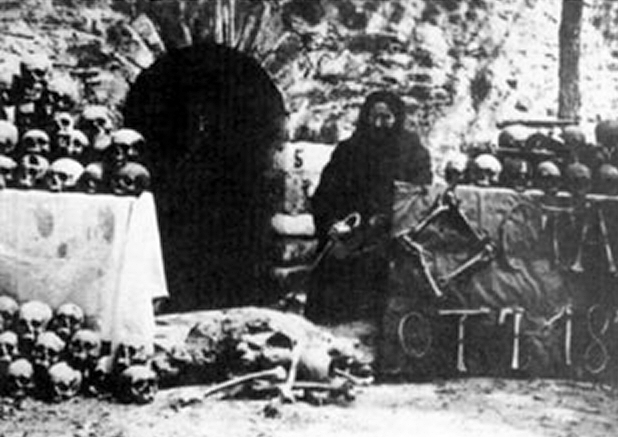
بطاقة بريدية لبقايا بشرية من مذبحة باتاك. تاريخ البطاقة وصاحبها مجهولان.

مذبحة باتاك، مذبحة ارتُكبت بحق البلغاريين في بلدة باتاك، على يد قوات سلاح الفرسان العثماني غير النظامية. وقعت المذبحة في بداية انتفاضة أبريل البلغارية في عام 1876. تراوح عدد الضحايا تقديريًا بين 1200 إلى 8000، وفق أحد المصادر، وكان التقدير الأكثر شيوعًا 5000 ضحية.
صدمت تلك المجزرة العشوائية التي حصلت بحق المدنيين من غير المقاتلين في باتاك، عامة الناس في أوروبا الغربية وأُشير إليها في الصحافة باسم «الفظائع البلغارية وجريمة القرن».
دفع حجم الفظائع المرتكبة المفوَّض البريطاني والتر بارينغ الذي أرسلته السفارة البريطانية في إسطنبول للتحقق من الأحداث، إلى وصف المأساة: «ربما تكون هذه المذبحة أبشع جريمة لطخت تاريخ القرن الحالي».
تسببت أحداث باتاك في احتجاجٍ صارخٍ عام في جميع أنحاء أوروبا، وحشدت عامة الشعب والمثقفين المشهورين للمطالبة بإصلاح النموذج العثماني لحكم الأراضي البلغارية، ما أدى في النهاية إلى إعادة تأسيس دولة بلغارية منفصلة في عام 1878.

## الانتفاضة في باتاك
تمثّل دور بلدة باتاك في انتفاضة أبريل، بالاستيلاء على المخازن العثمانية في القرى المحيطة والتأكد من حصول الثوار على الذخائر. كان من المفترض أيضًا أن تغلق باتاك الطرق الرئيسة وتمنع الجنود العثمانيين من تلقي الإمدادات.
في حال فشل ثوار (شيتاس) في إنجاز مهامهم ضمن المواقع القريبة، من المفترض حينها أن يتجمع الناجون في باتاك. المشكلة الوحيدة التي تخوّف منها المنظمون، أنه سيتعين على بلدة باتاك التصدي بمفردها للقوات العثمانية. بعد إعلان انتفاضة أبريل في 2 مايو [حسب التقويم القديم. 20 أبريل] من عام 1876، هاجم قسم من الرجال المسلحين في باتاك العثمانيين، يقودهم الحاكم المحلي (الفويفود) بيتر غورانوف، وتمكنوا من القضاء على قسمٍ من القادة الأتراك، لكنّ السلطات أُبلغت بذلك، فأرسلت مفرزة شبه عسكرية مؤلفة من نحو 5000 جندي غير نظامي (باشبوزوق)، بقيادة أحمد آغا من قرية باروتين لمحاصرة البلدة.
قرر ثوار باتاك بعد المعركة الأولى، التفاوض مع أحمد آغا. تعهد آغا بسحب قواته مقابل نزع السلاح من البلدة. ومع ذلك، وبعد أن ألقى المتمردون أسلحتهم، هاجمتهم القوات شبه العسكرية وقطعت رؤوسهم.

## المذبحة
في الوقت الذي كان فيه قادة اللجنة الثورية يسلمون أسلحتهم، تمكن بعض سكان بلدة باتاك من الفرار خارجها. طُوقت القرية بأكملها بعد ذلك، ولم يُسمح لأحد بالخروج منها. طاف الباشي-بوزوق المنازل وداهموها وأحرقوها. قرر كثير من الناس الاختباء في بيوت الأثرياء أو في الكنيسة التي كان هيكلها أقوى وربما أقدر على حمايتهم من الحريق.
في 14 مايو [حسب التقويم القديم. 2 مايو] من عام 1876، استسلم المختبئون في منزل بوغدان، إذ تعهد أحمد آغا بإطلاق سراحهم. لكنه لم يفِ بوعده: وفي النهاية، اقتيد أكثر من 200 رجل وامرأة وطفل إلى الخارج، جُردوا من أشيائهم الثمينة وملابسهم، وقُتلوا بوحشية. طلب الآغا من بعض أثرياء باتاك الذهاب إلى معسكره وتسليم كل أسلحة القرويين. وكان من بينهم رئيس البلدية ترندافيل توشيف كيريلوف، وابنه بيتر ترندافيلوف كيريلوف. من المفترض أنهم توصلوا إلى اتفاق ينص على نزع سلاح القرية، وانسحاب القوات شبه العسكرية من باتاك. مع ذلك، وبمجرد مصادرة أسلحة الثوار، قطعت رؤوسهم جميعًا أو أحرقوا أحياءً أو عُلّقوا على الخوازيق.

كان مقتل الزعيم ترندافيل كيريلوف خصوصًا، عنيفًا ووحشيًا كما وصفته الشاهدة بوسيلكا – زوجة ابنه:
ذهب والد زوجي للقاء الباشي-بوزوق عندما كانت البلدة محاصرة، وقابل أحمد آغا الذي كان قد طلب جمع الأسلحة من القرويين. ذهب ترندافيل وجمع الأسلحة وسلمها، إلا أن الباشي-بوزوق أطلق النار عليه، وإذ بالرصاصة تخدش عينه. ثم سمعتُ أحمد آغا نفسه يصدر أمرًا بخوزقة ترندافيل وشيّه. كانت الكلمات التي استخدمها «شيشاك أور»، وتعني باللغة التركية، «وضْعَه على السيخ»، كشرائح الكباب (أي مثل شيش كباب). جردوه من كل ماله ونزعوا عنه ثيابه وقلعوا عينيه وأسنانه وغرزوا الخازوق فيه ببطءٍ حتى خرج من فمه؛ وبعد شيّه على النار كان لا يزال حيًّا. عاش مدة نصف ساعة خلال الحدث المروع ذاك... كان عدد من النساء البلغاريات حاضرات إلى جانبي. إذ حاصرنا الباشي-بوزوق من كل جانب وأجبرونا على رؤية كل ما حدث لترندافيل. ظنوا أن لديه مزيدًا من المال أخفاه عنهم ولم يكن مستعدًا للتخلي عنه، لذا عذبوه بتلك الطريقة الشنيعة وقتلوه.
أحد أطفال بوسيلكا، ويدعى فلاديمير، كان لا يزال طفلًا يرضع من ثدي أمه، طُعن بالسيف أمام عينيها:
في الوقت الذي حدث فيه كل هذا، انتشل ابن أحمد آغا طفلي الرضيع من الجعبة التي على ظهري، وقطعه إلى أشلاء أمام عيني. بقيت عظام ترندافيل المحترقة حتى دُفنت، مرمية هناك شهرًا كاملًا.
كتب يانواريوس ماكجاهان، وهو صحفي أمريكي يكتب في صحيفة نيويورك هيرالد وفي الصحيفة البريطانية ديلي نيوز، عن الأحداث الرهيبة التي جرت في باتاك بعد زيارته لها بصحبة يوجين شويلر. وصف الاثنان المدينة المحروقة والمدمرة، وكيف أن رائحتها نتنة نتيجة تعفن آلافٍ من الجثث الممزقة والهياكل العظمية المكوّمة للضحايا الأبرياء، ضحايا شابات وأطفال، وأجنّة انتُزعت من أرحام الأمهات الحوامل.

## الكنيسة
بعد أن دمرت القوات شبه العسكرية العثمانية مدرسة باتاك، وأحرقت 200 شخص كانوا مختبئين في الطابق السفلي أحياءً، توجهت القوات إلى الكنيسة الأرثوذكسية الشرقية «سفيتا نيديليا» التي انتهى بها الأمر إلى أن تكون آخر معقل لسكان البلدة.
في صباح يوم 15 مايو [حسب التقويم القديم. 3 مايو] من عام 1876، استولى الباشي-بوزوق على ساحة الكنيسة وتقدموا نحو الباب، لكنهم لم يتمكنوا من الدخول، إذا كان الباب مغلقًا من الداخل.
استمر الدفاع عن الكنيسة مدة ثلاثة أيام، وتابعت القوات شبه العسكرية إطلاق النار دون توقف على القرويين لإجبارهم على الاستسلام. حاول بعض منهم اقتحام الكنيسة من السطح لكنهم لم ينجحوا في ذلك، رغم تمكنهم من إطلاق النار على بعض الأشخاص في الداخل. لم يكن ثمة مياه في الكنيسة، فحاول المحاصرون في الداخل حفر الأرض بأيديهم المجردة علّهم يعثرون على مياه جوفية.
وبسبب عدم قدرتهم على الاستمرار دون ماء، خرج الناجون إلى الخارج في اليوم الثالث. وبمجرد فتحهم أبواب الكنيسة، وقعت مذبحة وحشية لم ينج منها إلا من وافق على اعتناق الإسلام. سعت خطط القائد العثماني إلى ملء البلدة بالقرويين المعتنقين للدين الإسلامي، لكن تبين أنه لم يكن هناك ما يكفي منهم. وقبل أن يغادر الباشي-بوزوق القرية، حاولوا إحراق الكنيسة، لكنّ الجدران الحجرية صمدت ولم يتحطم سوى الأثاث الخشبي والأيقونات. وعندما ذهبت لجنة روسية لتفقد القرية بعد 3 أشهر من الواقعة، حاولت السلطات العثمانية دفن الجثث، لكنها لم تتمكن من إخفاء الرائحة المنتشرة في الهواء. طَلَوا كذلك جدران الكنيسة في محاولة منهم إخفاء بقع الدم التي ظهرت في آخر الأمر.
استدعى أحمد آغا بعد مذبحة الكنيسة، جميع القرويين الناجين إلى الخارج، قائلًا إن ذلك من أجل إعداد قائمة بأسماء القتلى والأرامل. تجمّع الجزء الأكبر من الناجين، لأن من يخالف سيُقتل. وقُسموا إلى مجموعتين من النساء والرجال؛ ثم جعل القائد العثماني النساء يتراجعن وأمر بقتل جميع الرجال الثلاثمائة المتبقين. تعرضت النساء اللواتي احتججن للاغتصاب والقتل. قُتل 300 شخص آخرون في نفس اليوم على الجسر الخشبي المجاور للمدرسة؛ قُطعت في البداية أذرعهم ثم آذانهم وأنوفهم وأكتافهم، وبعد ذلك كلّه أُجهز عليهم.